# Кастель-Кондино
Кастель-Кондино (итал. Castel Condino) — коммуна в Италии, располагается в провинции Тренто области Трентино-Альто-Адидже.
Население составляет 247 человек (2008 г.), плотность населения составляет 22 чел./км². Занимает площадь 11 км². Почтовый индекс — 38082. Телефонный код — 0465.
Покровителем коммуны почитается святой великомученик Георгий, празднование 23 апреля.

## Демография
Динамика населения:

## Администрация коммуны
- Официальный сайт: http://www.comune.castelcondino.tn.it/